# Helopeltis cinchonae
Helopeltis cinchonae (лат.) — вид клопов семейства Miridae.

## Описание
Тёмно-коричневые клопы, длиной тела 5,3-8,9 мм. Самки заметно крупнее самцов. Усики длинные. Первый членик усиков желтовато-коричневый, светлее других члеников. Длина этого членика больше ширины головы. Переднеспинка и полунадкрылья коричневато-жёлтая или тёмно-коричневая.

## Биология
Питается на более 60 видах растений. Является опасным вредителем чая, какао и кешью. Повреждают молодые побеги или плоды культур-хозяев. Повреждённые клопом ткани заражаются условно-патогенными грибами, а пораженные листья деформируются, скручиваются и в конечном итоге отмирают. Также может повреждать гуаяву, хинное дерево, баклажан, перец-чили и садовые культуры гераней и хризантем.

## Распространение
Встречаются в Южной и Юго-Восточной Азии: Индии, Китае, Тайване, Мьянме, Малайзии, Вьетнаме, Индонезии.